# Perfect 10 (film)
Perfect 10 (ang. Zemanovaload) – brytyjska komedia z 2005 roku w reżyserii i według scenariusza Jaysona Rothwella.

## Opis fabuły
Głównym bohaterem filmu jest pisarz John Davies (Ed Byrne), który pisze scenariusze do oper mydlanych. John cierpi na anankastyczne zaburzenie osobowości, wciąż dolegają mu objawy obsesyjno-kompulsyjne, a po odejściu kochanki opanowuje go jeszcze jedna natręctwo: zaczęły go prześladować uporczywe wspomnienia o utraconej miłości. Aby to przezwyciężyć, John postanowił dziewczynę, która go porzuciła, wymienić na najseksowniejszą kobietę świata. Podczas poszukiwań w sieci przeglądarka internetowa podpowiedziała mu, że kobietą, której zdjęcia są najczęściej ściągane z Internetu, jest czeska supermodelka Veronika Zemanová. Gdy tylko ją zobaczył, natychmiast doszedł do wniosku, iż jest to strzał w dziesiątkę: największa piękność i seksbomba na Ziemi. Fotografie Veroniki i filmy erotyczne z jej udziałem zakręciły Johnowi w głowie; pisarz od razu się zakochał i od tego czasu pragnął ziścić swoją kolejną myśl natrętną: spotkać się z Veroniką.

## Obsada
- Ed Byrne jako John Davies
- Georgina Chapman jako Jenna
- Olivia Colman jako producentka telewizyjna